# 前田利保
前田 利保（まえだ としやす）は、越中富山藩の第10代藩主。

## 生涯
寛政12年（1800年）2月28日、第8代藩主・前田利謙の次男として江戸で生まれる。享和元年（1801年）に父が死去したときには2歳だったために家督を継げなかった。文化8年（1811年）閏2月5日、第9代藩主・利幹の養子となる。天保6年（1835年）10月19日、利幹が病気のために隠居したため、家督を継いだ。
それまでの富山藩は財政難に喘いできたが、天保7年（1836年）、大凶作により、元々困窮していた藩はさらに困窮する。天保9年（1838年）1月、藩札などを取り仕切っていた御勝手方･御改革方の家老の近藤丹後ら一党が失脚させられた。同年3月に幕府から3万両の供出を、さらに翌10年（1839年）8月には2万5千両の供出を命ぜられたが、藩はこれを捻出するために町々に臨時の税として御用金を科し、また藩士全体に対し翌年までの半知借上げを命じる。これにより領民や藩士はますます困窮し、これを知った幕府は天保12年（1841年）10月に予定されていた利保の参勤交代を免除した。
利保は当時、福岡藩主黒田斉清とともに博物大名として知られた。相次ぐ凶作などで藩財政が困窮していたため、産物方を設置して陶器製造業、薬草栽培などの産業を奨励して財務再建を図った。特に薬草栽培には力を入れた。岩崎灌園や宇田川榕庵を師として自ら本草学を学び、本草学に傾倒する余り「草癖」を揶揄された。「本草通串」「本草徴解」「本草通串澄図」「万香園裡花壇綱目」など、薬草に関連した多くの著作を残している。領内の下ノ茗温泉を拠点として、自身が実地で採取調査した、と記録されている。さらに利保は博物学研究会として「赭鞭会」を開催し、こうした博物学の成果や他学者との交流を行っていたという。また、嘉永6年（1853年）3月、領内最高峰の金剛堂山を登山。家臣を伴っていたが、自らが先頭に立って登山したと伝わる。また、先の著作の挿絵作業を通して富山藩の「売薬版画」、いわゆる「富山絵」が発展したとされている。
これ以外には藩内の流通を統制し、文武を奨励、相次いでいた外国船襲来に備えて海防を強化するなどした。
弘化3年（1846年）10月20日、病気を理由に六男の利友に家督を譲って隠居、嘉永2年（1849年）、富山城外の、城の東北に隣接した地域に広大な千歳御殿を造営した。御殿は神通川沿いにご涼所や茶室また薬草園が設けられ、ここで隠居生活を送りながら、しかし藩政の実権は握り続けた。この頃も藩は凶作などが相次ぎ、藩財政再建のため、藩士の知行借上や上米を行ない、若年の利友治世時の嘉永元年（1848年）には金札を発行している。その後、藩内に意見対立する派閥が形成され、安政4年（1857年）にかけて、後述する御家騒動が起こることとなる。嘉永6年（1853年）12月20日に利友が早世したため、利保の七男で利友の同母弟の利聲が跡を継いだがこれを藩政から遠ざけ、安政4年（1857年）3月頃から利保が再度藩政を主導した。
安政2年（1855年）2月に城下で大火が発生する。安政5年2月26日（1858年4月9日）、飛越地震発生。領内が被災した。
安政6年（1859年）8月18日に死去した。享年60。

### 御家騒動
利保の隠居後、まだ若年であった利友の政治は、隠居の利保や利保の側室であった利友の生母・毎木や家臣団が藩政を後見することで運営されたが、次第に富山藩は富山派（利保派）と江戸派（毎木派）に分裂して抗争することとなる。嘉永6年（1853年）に利友は早世したが、利友の同母弟（利保の七男）の利聲が跡を継いだため、権力構造に変化はなかった。利聲は生母の毎木や江戸詰の家老・富田兵部ら江戸派と結託して金札を増発することで困窮した藩財政を再建しようとしたが、これがかえって金融混乱を招いた。藩主と結託することで江戸派の力が優勢になったため、利保は藩の中枢から遠ざけられるが、本家の加賀藩主・前田斉泰と手を結んで巻き返しを図り、毎木を蟄居に追い込んだ。安政4年（1857年）3月には、病気という名目により利聲を強制的に一切の政務から遠ざけて、利保（利保派）が藩政の実権を取り戻した。「藤岡屋日記」に拠れば、利聲は押込、毎木は富山に送られて押込、富田兵部は富山に送られる道中の駕籠の中で切腹したとされる。ただし著者はあくまで民間人であり、市中の伝聞・噂話を綴ったものであるので確実ではない。
安政6年（1859年）8月に利保が死去すると、利聲には（幼年ながら）実子がいたにもかかわらず、加賀本藩からの圧力により加賀藩主の前田斉泰の子である利同を養子に迎えさせられた上で隠居となり、同年11月22日に利同が富山藩主となった。また、以降は加賀本藩から富山詰家老が派遣され、藩政を監督されることとなった。

### 種痘の奨励
利保は情報収集に長けており、種痘法が伝来したことを知るや、藩医である横地元丈を江戸に派遣して技術を習得させた。嘉永3年（1850年）、横地は藩に戻ると自分の子供に接種した。翌嘉永4年（1851年）、天然痘が藩内で猛威を振るうと、利保自ら種痘の有効性を説き普及に努めた。

## 系譜
- 父：前田利謙
- 母：美須
- 養父：前田利幹
- 正室：久美 - 浅野斉賢の娘
  - 男子：前田利鎮
  - 女子：前田銭子
  - 男子：前田利文
  - 男子：前田利暢
  - 男子：前田利致
  - 女子：前田弘子（1835-1876） - 前田利義正室
  - 女子：前田幸子
- 側室：毎木 - 橋本氏
  - 男子：前田利繁
  - 男子：前田利清
  - 六男：前田利友（1834-1853）
  - 七男：前田利聲（1835-1904）
  - 男子：前田利雄
  - 女子：前田道子
- 側室：峰 - 糸賀氏
  - 女子：前田珠子
  - 女子：前田依子
  - 女子：前田英子
  - 男子：前田利通
  - 女子：前田祉子（1846-1918） - 前田利鬯正室
  - 女子：前田美子
  - 女子：前田充子
  - 男子：前田利龍
  - 男子：前田利章
- 側室：艶 - 渡辺氏
- 生母不詳の子女
  - 男子：前田利必
  - 女子：前田相子
  - 女子：前田湛子
  - 女子：前田梅子